# Josaphat-Robert Large
Pour les articles homonymes, voir Large (homonymie).
Josaphat-Robert Large, né le 15 novembre 1942 à Jérémie en Haïti et mort le 28 octobre 2017 à New York, est un poète, un photographe et romancier haïtien.

## Biographie

### Exil
Né en 1942 à Jérémie en Haïti, étudiant engagé dans la grève anti-duvaliériste du début des années 1960, Josaphat-Robert Large est incarcéré puis se trouve dans l'obligation de quitter son île natale pour partir en exil. Il arrive aux États-Unis à la fin de 1963. Il participe alors à des tentatives d'invasions visant à renverser le gouvernement du dictateur François Duvalier. La marine américaine l'arrête en pleine mer en compagnie d'une trentaine d'individus lourdement armés. Il est jeté en prison dans une cellule de Dade County, et inculpé de trafic d'armes vers un pays étranger.

### Carrière
En exil aux États-Unis, il étudie l'anglais à l’université Columbia et apprend la photographie au New York Institute of Photography. À New York, il est membre fondateur de la troupe de théâtre Kouidor, avec Syto Cavé, Jacques Charlier et Hervé Denis. Il collabore aux journaux Haïti Progrès, Haïti en Marche, Le Nouvelliste et Lire Haïti.Josaphat-Robert Large publie en 1975 son premier recueil de vers Nerfs du vent aux Éditions P-J. Oswald à Paris.
Son roman Les Terres entourées de larmes (2002) reçoit le prix littéraire des Caraïbes en 2003. C'est le premier tome de la Trilogie Les Empreintes de la vie dont le second volume a pour titre Partir sur un coursier de nuages.
De plus en plus, la présence de Josaphat-Robert Large prend de l'ampleur dans l'espace des littératures insulaires. Deux colloques sont organisés autour de son œuvre par la Société des professeurs français et francophones d'Amérique. Le premier à Florida International University en 2002 et le second, à l'université Fordham, à New York, en mars 2006. Les actes de ces colloques ont été publiés dans un Collectif dirigé par le professeur Frantz-Antoine Leconte, aux Éditions L'Harmattan, en février 2009. Le titre de l'ouvrage : Josaphat-Robert Large : la fragmentation de l'être.
Josaphat-Robert Large est membre de la Société des gens de lettres de France, de l'Association des écrivains de langue française et du PEN club America.
Il meurt en 2017 à New York.
« Si toute écriture est poésie, Josaphat-Robert Large le démontre bien, dans un poème où la beauté d'une femme épouse une musique corporelle » écrit Dominique Blondeau.

## Ouvrages
- Nerfs du Vent, poésie, Éditions P-J.Oswald, Paris, 1975, rééd. Éditions Ruptures, Washington, 2013
- Chute de Mots, poésie, Éditions Saint-Germain-des-Prés, Paris, 1989
- Les Sentiers de l'enfer, roman, Éditions l'Harmattan, Paris, 1990
- Pè Sèt! Edisyon Mapou, poésie en créole, Miami, 1994, rééd. 1996
- Les Récoltes de la folie, roman, l'Harmattan, 1996
- Les Terres entourées de larmes, roman, l'Harmattan, 2002
- Keep On Keeping'On, poésie, traduction anglaise du recueil Pè Sèt par le poète américain Jack Hirschman, iUniverse, New York, 2006
- Partir sur un coursier de nuages, roman, l'Harmattan, 2008
- Rete! Kote Lamèsi, roman en créole, Éditions Presses nationales d'Haïti, Port-au-Prince, 2008
- Eko dlo: Lagrandans debòde, disque compact de poèmes en créole dits par l'auteur, avec un accompagnement musical du pianiste haïtien Eddy Prophète, Sudio Toto Laraque[pas clair], Montréal, 2008
- Échos en fuite, poésie, Le Chasseur abstrait éditeur, Paris, 2010
- Istwa Nanm Mwen, poésie en créole, Éditions Bas de Page, Port-au-Prince, 2010
- Jérémie et sa Verdoyante Grand'Anse, photographie et poèmes, Coconut Creek, 2012
- Le Domic'île, poésie, Éditions la Jérémienne, New York, 2012
- Rekot Powetik, Kolektif, poésie en créole et en français des étudiants de l'École normale de Marfranc, Haïti, sous la direction de J-R. Large, Éditions Ruptures, Washington, 2013
- Mississippi Blues, roman, Éditions Ruptures, Washington, 2015
- Istwa nan mwen II, poésie en créole Éditions Ruptures, Léogâne, Haïti, 2016.

## Distinctions littéraires
- Prix littéraire des Caraïbes 2003
- Sélectionné pour le prix de littérature 2004, au Salon international du Livre de Miami.
- Finaliste du prix du salon du livre insulaire d'Ouessant[2], section Fiction 2002
- Sélectionné pour le prix Carbet 2008 (Partir sur un coursier de nuages)

### Sources
- Figures d'Haïti, 35 poètes pour notre temps, Jacques Rancourt, Éditions Le temps des Cerises,  France, 2005. Essai
- Anthologie de la littérature haïtienne, un siècle de Poésie, Lyonel Trouillot, Georges Castera, Claude Pierre et Rodney Saint-Eloi, Éditions Mémoire d'encrier , Montréal, 2006. Anthologie
- Une journée haïtienne, Thomas Spear, Éditions Mémoire d'encrier/Présence africaine, Montréal-Paris, 2007. Essai
- Cahier Haïti RAL, M #8, Le Chasseur abstrait , Paris, 2008. Essai
- Josaphat-Robert Large, la Fragmentation de l'être,  l'Harmattan, Paris, février 2009. Essai
- Haïti par Monts et par Mots, Éditions Étonnants voyageurs, Haïti, avril 2009
- Anthologie de Poésie haitienne contemporaine, sous la direction de James Noel,  Le Cercle Point, Seuil, Paris, 2015.
- Anthologie bilingue de la Poésie créole haïtienne,  Actes Sud, Arles, France, 2015

### Monographie et articles sur l'œuvre de J-R Large

#### Ouvrage collectif
- Sous la direction de Frantz-Antoine Leconte: Josaphat-Robert Large : La fragmentation de l'être, l'Harmattan, Paris, janvier 2009

#### Articles sélectionnés
- Frantz-Antoine Leconte : Sur les traces de Josaphat-Robert Large, Actes du colloque de l’université Fordham, mars 2006
- Hughes St-Fort : Histoire et Discours dans les Terres entourées de larmes, Actes du colloque de l’université Fordham, mars 2006
- Robinson Bernard : Un roman ardent et lumineux: Le Nouvelliste, 22 août 2008
- Anjanir Ghaminêl : La Mise en abyme dans les Sentiers de l'enfer, Actes du colloque de l'université Fordham, mars 2006
- Jean-Claude Charles : Un vrai écrivain dans la fausse cité de Mickey Mouse, Haïti-en-Marche #13, août 1996
- Pierre-Raymond Dumas: Cavalcade textuelle, Conjonction #170, été 1986, Port-au-Prince Haïti
- Lyonel Trouillot : « Lamèsi entre rêve et réalité », Le Matin, 22-29 décembre 2008

### Vidéos
- Entretien avec Anthony Phelps, vidéo en 3 parties, 15 minutes sur YouTube : Production Édition la Jérémienne, New York 2009
- Lecture d'un poème en créole par l'auteur : Bèl Fanm Mwen an
- Lecture d'un poème en français par l'auteur : La Plus Belle
- Entretien avec Gary Klang, 8 minutes sur YouTube :
- Josaphat-Robert Large répond aux 5 questions pour Île en île, un entretien de 33 minutes réalisé par le professeur Thomas C. Spear à la librairie Schomberg de New York, en décembre 2009[7].